# 한공주
《한공주》는 2014년에 개봉한 대한민국의 독립 영화이다. 이수진 감독의 장편 데뷔작으로, 천우희, 정인선, 김소영, 이영란이 출연했다.
2004년 경상남도 밀양시에서 발생한 고교생의 여중생 집단 성폭행 사건을 소재로 하였다.
부산국제영화제 CGV무비꼴라주상·시민평론가상, 마라케시 국제영화제 경쟁부문 금별상, 도빌 아시아영화제 관객상·국제비평가상·심사위원상, 로테르담 국제영화제 경쟁부문 타이거상을 받았으며, 제68회 영국 에딘버러 국제영화제 국제경쟁부문에 초청됐다.
영화진흥위원회 영화관입장권 통합전산망에 따르면 이 영화는 개봉 12일만인 4월 28일 15만1366명의 관객을 모으며 한국 독립영화 극영화 부문에서 최단 기간 최다 관객 기록을 세웠다.

## 줄거리
새로운 학교에 전학을 가게 된 소녀 한공주. 하지만 학업과 교우관계에는 무관심했고 수영 교습소에서 수영만 열심히 배우고 있었다. 그러다 교내 아카펠라 그룹인 동급생 이은희와 가까워진 후에는 아카펠라 그룹과도 어울리며 차츰 달라지기 시작한다. 그러나 평화는 오래가지 못했다. 모르는 낯선 사람들이 교실에 쳐들어와 공주에게 무언가를 내밀며 행패를 부리기 시작한 것이다. 알고보니 공주는 집단 성폭행을 당했었고 그녀를 찾아온 건 가해 남학생들의 부모였다. 그들은 피해자에 대한 사과나 죄책감은 뒷전이고 오직 자기 자식들 앞길 망치는 것만 생각하며 뻔뻔스럽게 탄원서를 써달라고 요구한 것이다. 결국 피해자가 도망가고 가해자가 쫓아가는 어처구니 없는 상황이 벌어진다.

## 캐스팅
- 천우희 : 한공주 역
- 정인선 : 이은희 역
- 김소영 : 전화옥 역
- 이영란 : 조 여사 역
- 권범택 : 박재정 파출소장 역
- 조대희 : 이난도 역
- 김최용준 : 김동윤 역
- 김현준 : 민호 역
- 유승목 : 공주 부 역
- 성여진 : 공주 모 역
- 김정석 : 동물병원사장 역
- 손슬기 : 민서 역
- 이청희 : 청희 역
- 김예원 : 예원 역
- 동현배 : 수영강사1 역
- 김상균 : 민호무리 역
- 우혜진 : 학부모 2 역

## 수상
- 제28회 프리부르 국제영화제 : Ecumenical Jury Award (이수진)
- 제28회 프리부르 국제영화제 : 대상 (이수진)
- 제18회 판타지아 영화제 : 베스트 아시아 영화-은상 (이수진)
- 제14회 디렉터스 컷 어워드 : 올해의 독립영화감독상 (이수진)
- 제14회 디렉터스 컷 어워드 : 올해의 여자신인연기자상 (천우희)
- 제47회 시체스국제영화제 : 오피셜 놉스 비젼-최우수작품상 (이수진)
- 제43회 로테르담 국제영화제 : 타이거 상 (이수진)
- 제34회 한국영화평론가협회상 : 각본상 (이수진)
- 제34회 한국영화평론가협회상 : 여우 주연상 (천우희)
- 제16회 도빌아시아영화제 : 관객상 (이수진)
- 제16회 도빌아시아영화제 : 비평가상 (이수진)
- 제16회 도빌아시아영화제 : 심사위원상 (이수진)
- 제35회 청룡영화상 : 신인 감독상 (이수진)
- 제35회 청룡영화상 : 여우 주연상 (천우희)
- 제34회 황금촬영상 : 최우수 인기여우상 (천우희)
- 2015년 제6회 올해의 영화상  작품상
- 2015년 제6회 올해의 영화상 여우주연상, 올해의 발견상 (천우희)
- 2015년 제10회 맥스무비 최고의 영화상 최고의 여자배우상 (천우희)